# زودسوکر

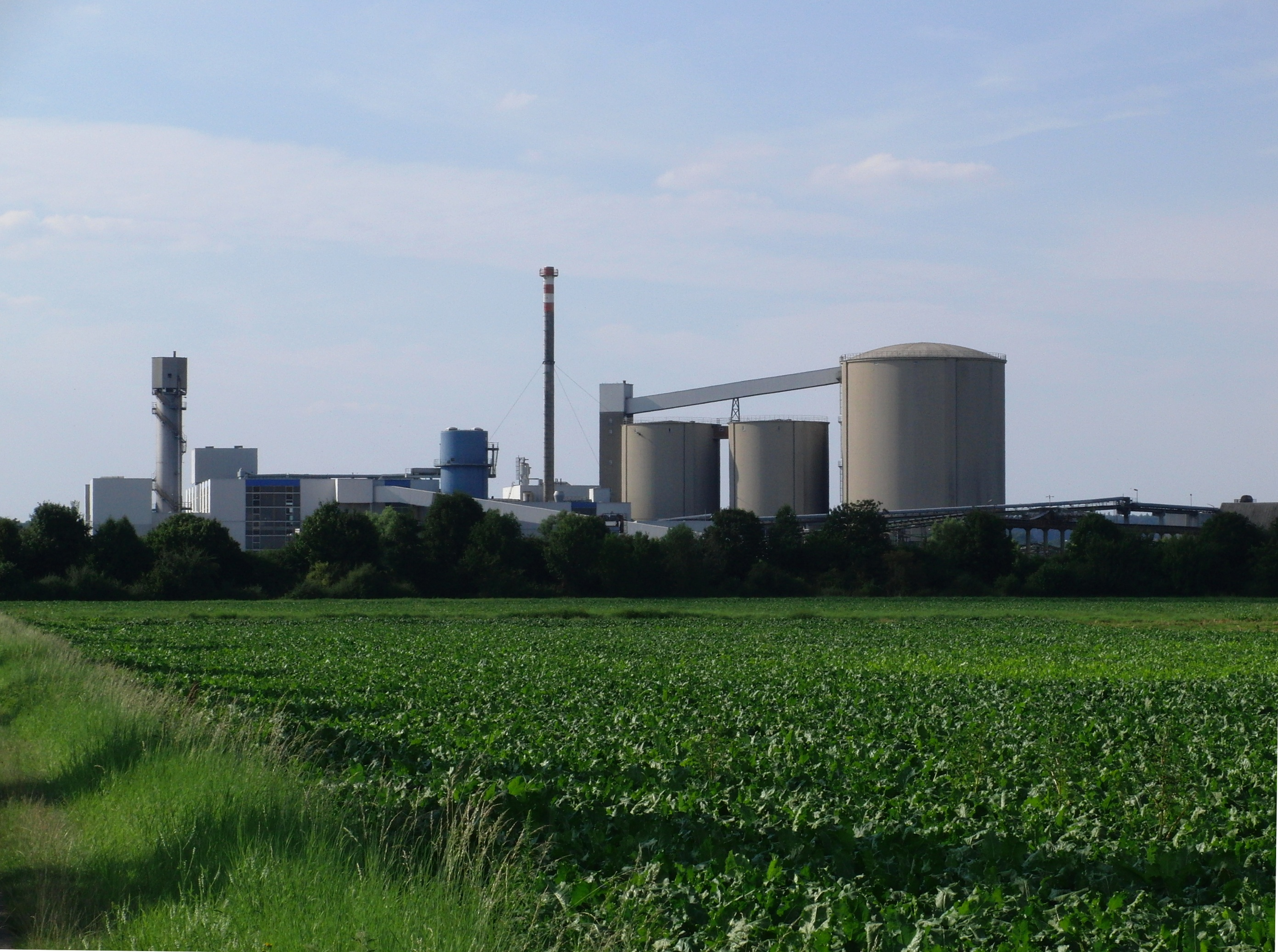
کارخانه زودسوکر در گرس-گراو

زودسوکر آگ (به آلمانی: Südzucker AG) شرکت صنایع غذایی آلمانی است، که در زمینه تولید شکر، نشاسته، محصولات بر پایه میوه، زیست‌سوخت و محصولات فریزری فعالیت می‌کند.
شرکت زودسوکر در سال ۱۹۲۶ تأسیس شد و هم‌اکنون دارای ۳ پالایشگاه شکر و ۳۰ کارخانه تولید شکر در کشورهای اتریش، جمهوری چک، بلژیک، فرانسه، آلمان، مجارستان، لهستان و رومانی می‌باشد و با تولید ۴٫۸ میلیون تن در سال، به‌عنوان بزرگترین تولید کننده شکر در جهان محسوب می‌شود.
دفتر مرکزی این شرکت در شهر مانهایم، آلمان قرار دارد و بخشی از سهام آن در بازار بورس فرانکفورت معامله می‌شود.